# Тамбеду, Бубакарр
Бубакарр Тамбеду (англ. Bubacarr Tambedou; род. 5 апреля 2002, Гамбия) — гамбийский футболист, вингер батумского «Динамо».

## Карьера

### «Пайде»
Футбольную карьеру начинал в гамбийском клубе «Мадина Юнайтед», где первым тренером футболиста был Джовойс Менди. Первым профессиональным клубом в карьере футболиста стал «Элит Юнайтед». Позже футболист перешёл в банжульский клуб «Реал». В январе 2022 года футболист перешёл в эстонский клуб «Пайде». Контракт с футболистом был заключён на 3 года. Сезон начинал на скамейке запасных, отправившись выступать за резервную команду, за которую дебютировал 7 марта 2022 года в матче против клуба «Тулевик», отличившись дебютным забитым голом. В матче 11 апреля 2022 года против резервной команды клуба «Флора» отличился забитым дублем. За основную команду эстоноского клуба дебютировал 13 апреля 2022 года в матче против таллинского «Легиона». Однако преимущественно оставался игроком резервной команды, за которую отличался хорошей результативностью. Свой дебютный гол за основную команду забил 18 мая 2022 года против клуба «Нарва-Транс». В матче 19 июня 2022 года за резервную команду футболист отличился забитым хет-триком против клуба «Пярну». Затем футболист закрепился в составе основной команды. В июле 2022 года вместе с клубом отправился на квалификационные матчи Лиги конференций УЕФА. Дебютировал на еврокубковом турнире 14 июля 2022 года против тбилисского «Динамо». Также пройдя второй квалификационный раунд, где по сумме матчей был обыгран армянский клуб «Арарат-Армения», встретился с бельгийским «Андерлехтом», который по итогу оказался сильнее. Свой первый дубль за клуб забил 18 сентября 2022 года в матче против таллинского «Легиона». По итогу сезона футболист отличился 8 голами и 3 результативными передачами. За резервную команду в 17 матчах забил 16 голов в рамках Первой лиги.

#### Аренда в «Шериф»
В феврале 2023 года футболист на правах арендного соглашения до конца сезона отправился в тираспольский «Шериф». Дебютировал за клуб 4 марта 2023 года в матче Кубка Молдавии против клуба «Дачия Буюкань». Дебютный матч в молдавской Суперлиге сыграл 13 марта 2023 года в матче против клуба «Бэлць». Дебютный гол за клуб забил 20 мая 2023 года в матче против клуба «Милсами», по итогу которого затем футболист стал чемпионом молдавской Суперлиги. Также вместе с клубом стал обладателем Кубка Молдовы, в финале 28 мая 2023 года в серии пенальти обыграв клуб «Бэлць». В июле 2023 года футболист покинул молдавский клуб.

#### Возвращение в «Пайде»
После возвращения из аренды, футболист присоединился к основной команде эстонского клуба в начале сентября 2023 года. Новый сезон за эстонский клуб футболист начал 3 сентября 2023 года с матча против клуба «Нымме Калью», выйдя на замену на 59 минуте. Первый гол в сезоне футболист забил 23 сентября 2023 года в матче против клуба «Варпус». Футболист быстро закрепился в основной команде клуба, за который успел отличиться 7 забитыми голами и результативной передачей во всех турнирах. По итогу сезона вместе с клубом занял итоговое четвёртое место в чемпионате.

### «Хапоэль» Тель-Авив
В феврале 2024 года футболист перешёл в израильский «Хапоэль» Тель-Авив, подписав контракт до конца июня 2026 года. Дебютировал за клуб футболист 10 февраля 2024 года в матче против клуба «Хапоэль» Хадера, выйдя на поле в стартовом составе.

## Достижения
«Шериф»
- Чемпион Молдавии: 2022/23
- Обладатель Кубка Молдовы: 2022/23